# Liste der Wappen in der Metropolitanstadt Messina
Die Liste der Wappen in der Metropolitanstadt Messina zeigt die Wappen der 108 Gemeinden in der Metropolitanstadt Messina der autonomen Region Sizilien der Republik Italien. In dieser Liste sind die Wappen jeweils mit einem Link auf die Gemeinde angezeigt.

## Wappen der Metropolitanstadt Messina

Metropolitanstadt Messina
Lage in Italien

## Wappen der Gemeinden der Metropolitanstadt Messina

Alcara li Fusi
Antillo
Barcellona Pozzo di Gotto
Basicò
Brolo
Capo d’Orlando
Capri Leone
Caronia
Casalvecchio Siculo
Castell’Umberto
Castelmola
Castroreale
Cesarò
Condrò
Ficarra
Fiumedinisi
Floresta
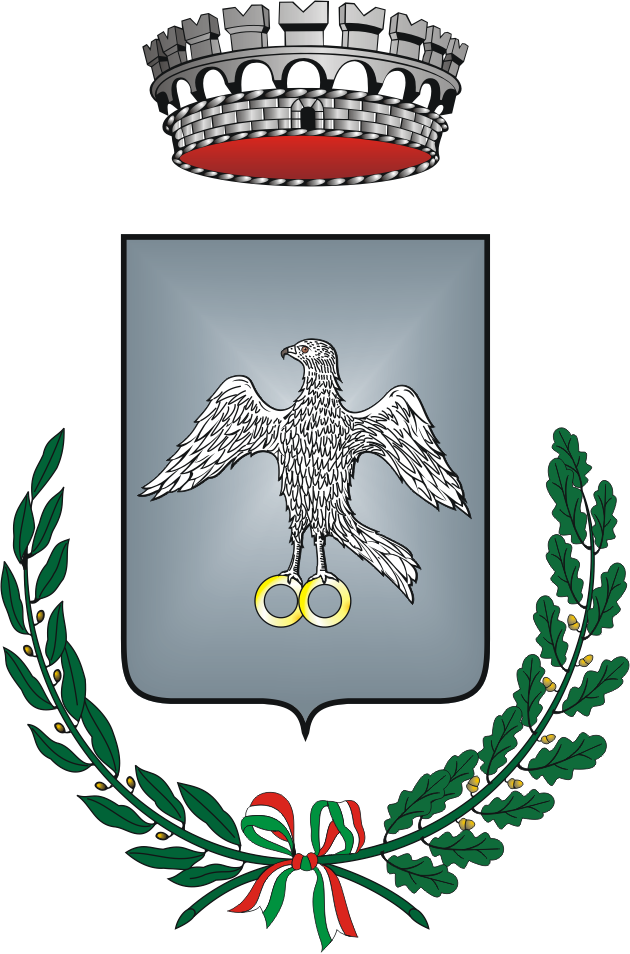
Fondachelli-Fantina
Forza d’Agrò
Francavilla di Sicilia
Frazzanò
Furci Siculo
Furnari
Gaggi
Galati Mamertino
Gallodoro
Giardini-Naxos
Gioiosa Marea
Itala
Leni
Librizzi
Lipari
Malfa
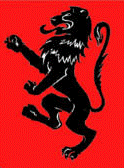
Malvagna
Mandanici
Merì
Messina
Milazzo
Militello Rosmarino
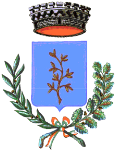
Mirto
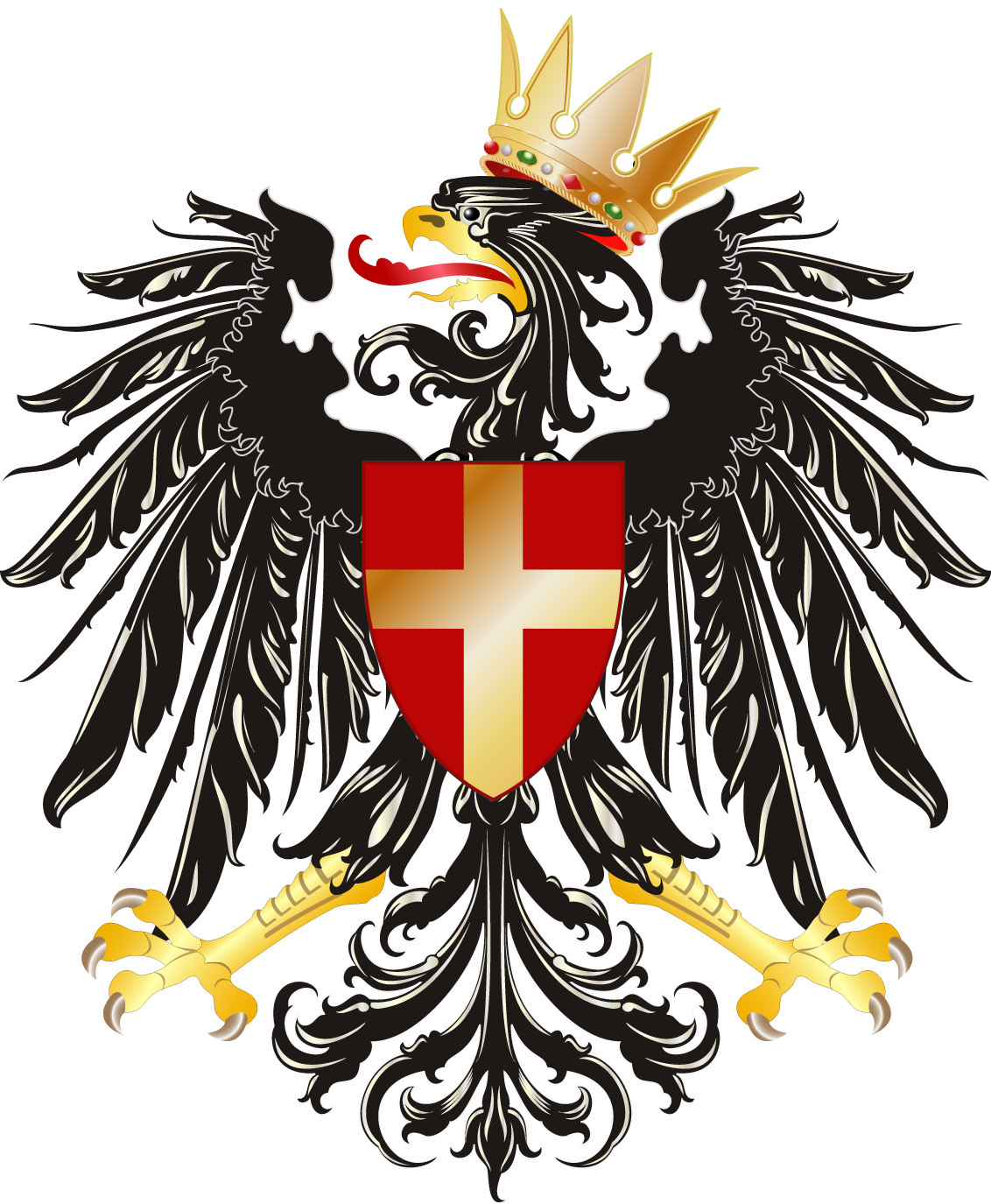
Mistretta
Monforte San Giorgio
Montagnareale
Montalbano Elicona
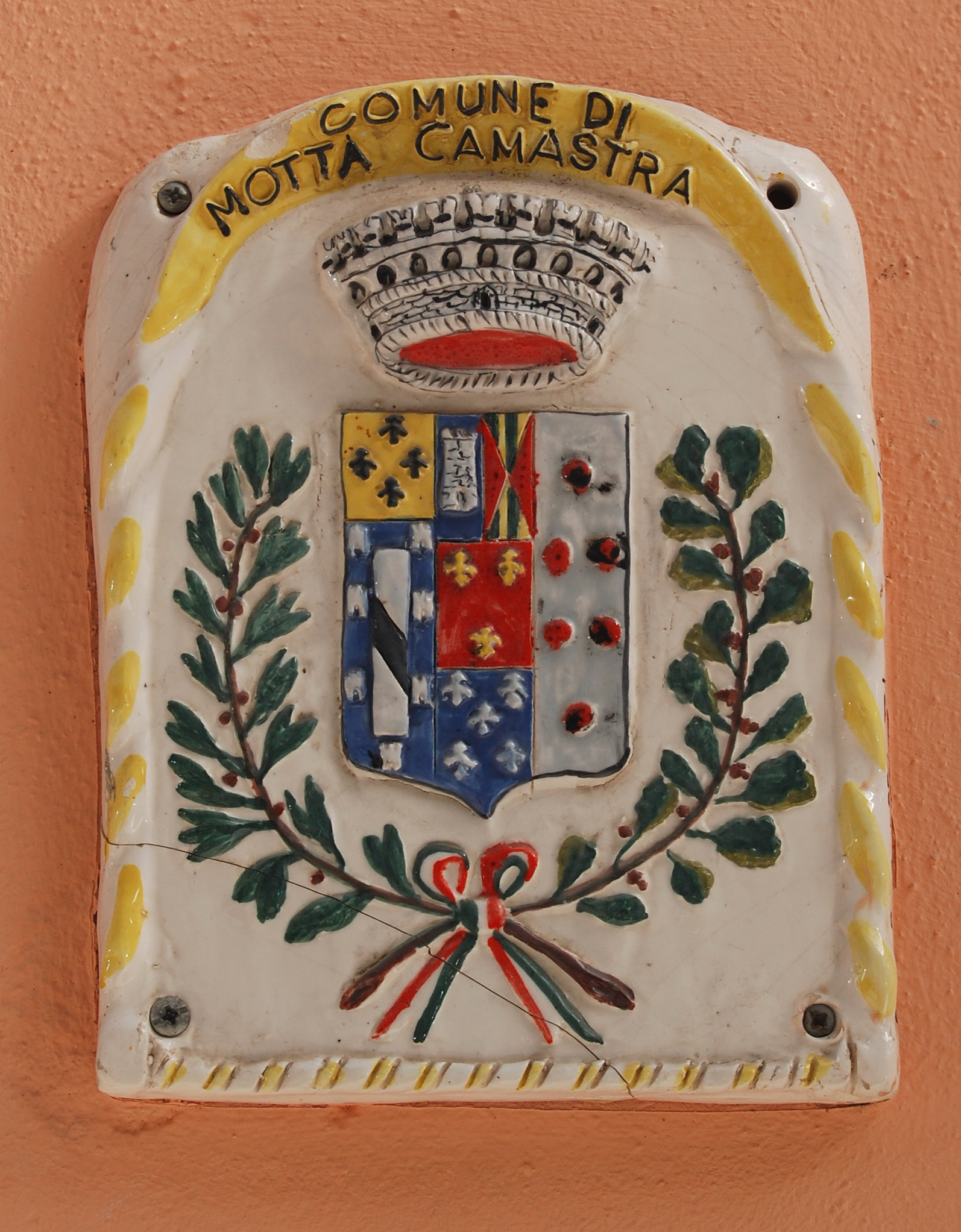
Motta Camastra
Naso
Novara di Sicilia
Pace del Mela
Pagliara
Patti
Raccuja
Reitano
Roccafiorita
Roccalumera
Roccavaldina
Roccella Valdemone
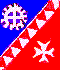
Rodì Milici
Rometta
San Fratello
San Marco d’Alunzio
San Pier Niceto
San Piero Patti
San Salvatore di Fitalia
Santa Domenica Vittoria
Sant’Alessio Siculo
Santa Lucia del Mela
Santa Teresa di Riva
Santo Stefano di Camastra
Saponara
Savoca
Scaletta Zanclea
Sinagra
Spadafora
Taormina
Terme Vigliatore
Torregrotta
Tortorici
Tusa
Ucria
Valdina
Venetico
Villafranca Tirrena